# Urnula
Urnula is een geslacht van schimmels behorend tot de familie Sarcosomataceae. De typesoort is Urnula craterium. Het is beschreven door Elias Magnus Fries in 1849. Het geslacht bevat verschillende soorten die voorkomen in Azië, Europa, Groenland en Noord-Amerika. Sarcosomataceae-schimmels produceren donkergekleurde (bruin tot zwart), ondiepe tot diepe trechtervormige vruchtlichamen met of zonder steel, groeiend in het voorjaar. Urnula-soorten kunnen groeien als saprobes of parasieten met een anamorfe toestand. De anamorfe vorm van Urnula kraterium veroorzaakt Strumella-kanker, op eiken.

## Soorten
Volgens Index Fungorum telt het geslacht dertien soorten (peildatum maart 2023):
| Soortnaam              | Auteur(s)                                                         | Publicatiejaar |
| ---------------------- | ----------------------------------------------------------------- | -------------- |
| Urnula craterium       | (Schwein.) Fr.                                                    | 1851           |
| Urnula groenlandica    | Dissing                                                           | 1981           |
| Urnula helvelloides    | Donadini, Berthet & Astier                                        | 1973           |
| Urnula hiemalis        | Nannf.                                                            | 1949           |
| Urnula himalayana      | K. Das & D. Chakr.                                                | 2018           |
| Urnula lusitanica      | Torrend & Boud.                                                   | 1911           |
| Urnula mediterranea    | (M. Carbone, Agnello & Baglivo) M. Carbone, Agnello & P. Alvarado | 2013           |
| Urnula mexicana        | (Ellis & Holw.) M. Carbone, Agnello, A.D. Parker & P. Alvarado    | 2012           |
| Urnula padeniana       | M. Carbone, Agnello, A.D. Parker & P. Alvarado                    | 2012           |
| Urnula philippinarum   | Rehm                                                              | 1914           |
| Urnula torrendii       | Boud.                                                             | 1911           |
| Urnula versiformis     | Y.Z. Wang & Cheng L. Huang                                        | 2014           |
| Urnula viridirubescens | (Bagnis) Boud.                                                    | 1907           |